# Huize Groeneweg

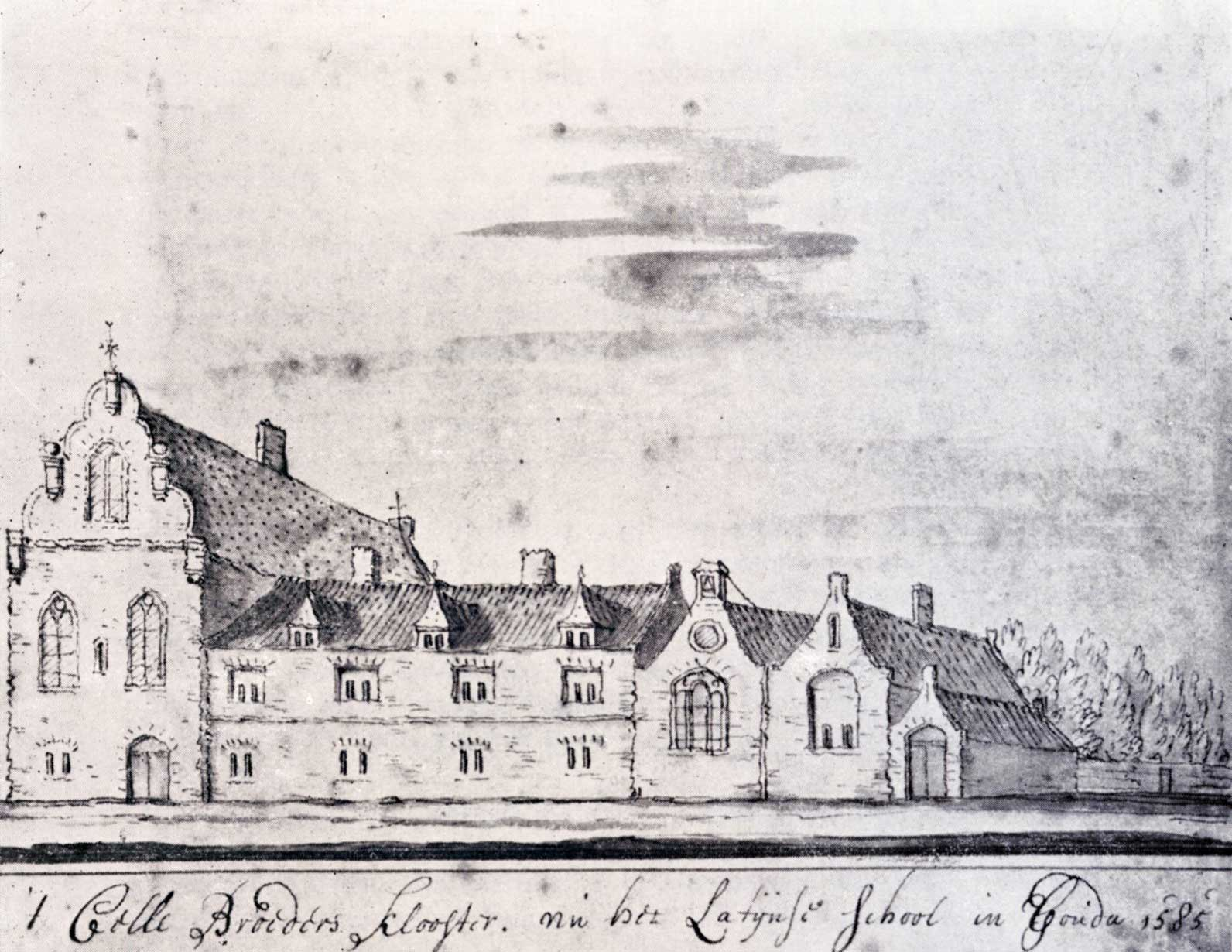
Het Cellebroedersklooster, kopie gemaakt door Jacobus Stellingwerff naar een 16e-eeuws origineel

Huize Groeneweg is het voormalige Cellebroedersklooster aan de Groeneweg in de Nederlandse stad Gouda.

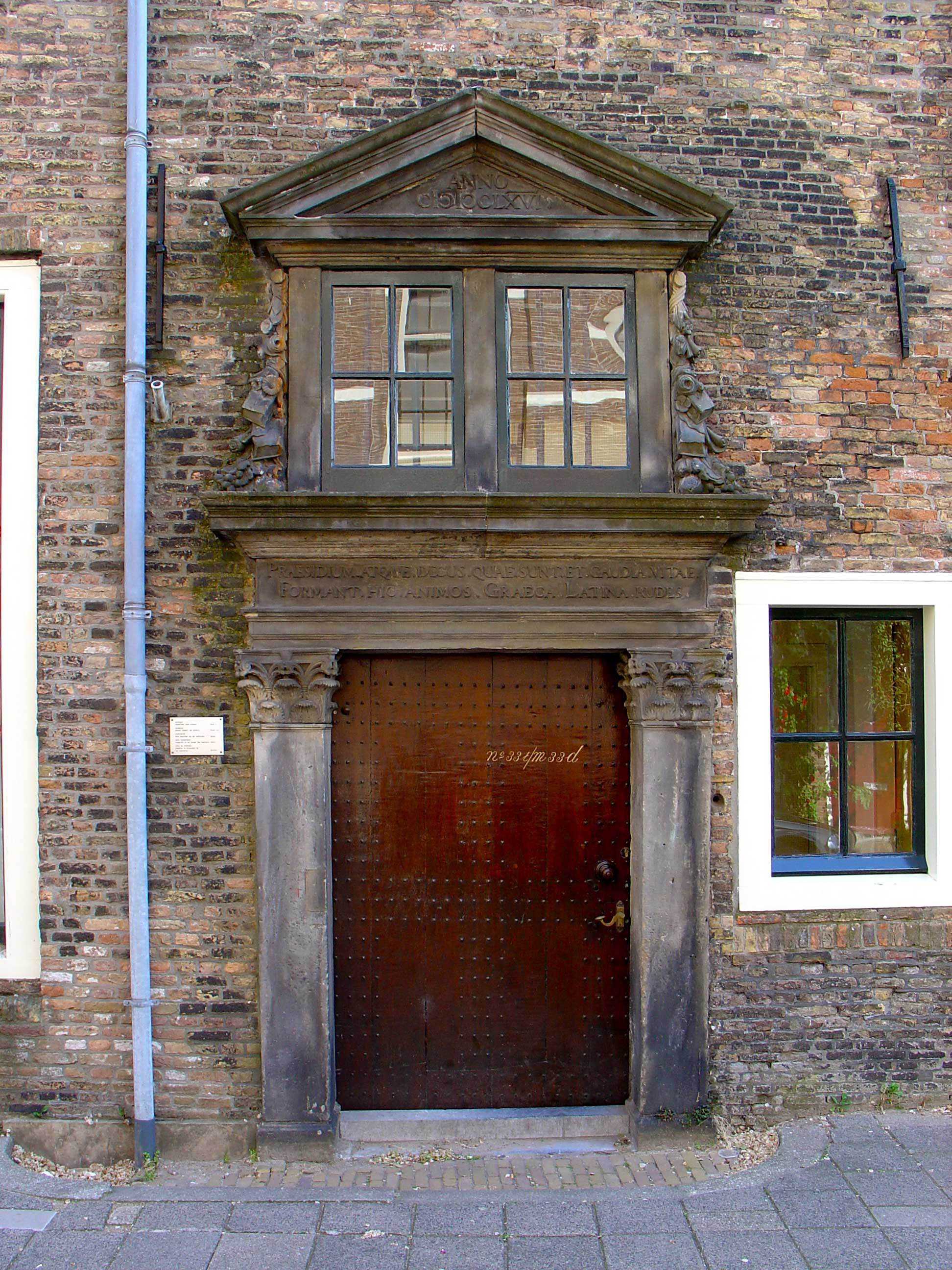
Ingang Huize Groeneweg

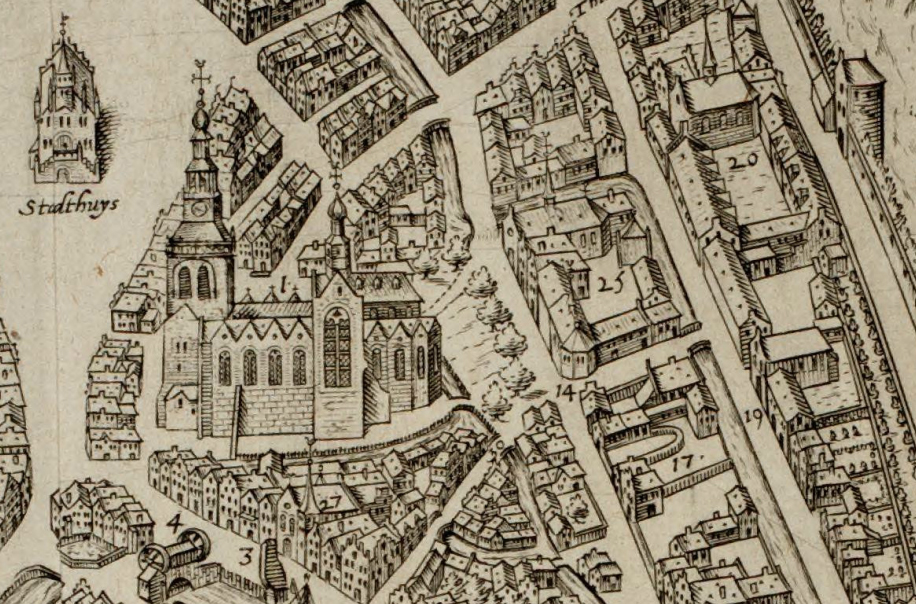
Fragment van een gravure van een kaart van Gouda door Braun & Hogenberg uit 1585 links boven het stadhuis, midden onder de Sint-Janskerk en rechts het Cellebroedersklooster (nr. 19)

Het Cellebroedersklooster werd gebouwd in de 14e eeuw. In 1395 schonk Godevaert Jelyszoon een huis aan de stad Gouda, waarvan de rente ten goede diende te komen aan de cellebroeders. Deze broeders waren actief als ziekenverzorgers in Gouda. Vooral pestlijders werden door hen verpleegd. Voor hun werk kregen zij in 1348 van paus Clemens VI een aflaat. In 1464 werd het huis officieel door bisschop David van Bourgondië tot klooster verklaard met de naam Emmaus. Vanaf dat moment dienden de broeders zich te houden aan de de regel van Sint Augustinus. Omstreeks 1556 waren er klachten over het zedelijk gedrag van de broeders. Twee burgemeesters van Gouda onderzochten de zaak en brachten hierover rapport uit. Er zou sprake zijn geweest van, volgens verklaringen van buurtgenoten, moord, twisten, lichte vrouwen en drinkgelagen. Na de reformatie werd in 1573 besloten om de Latijnse school van Gouda, het latere gymnasium, in het kloostercomplex onder te brengen. Als herinnering aan deze periode staat boven de ingang van het gebouw: "Praesidium atque decus quae sunt et gaudia vitae - Formant hic animos Graeca Latina rudes", vrij vertaald: "Om eens tot steun, sieraad en bron van vreugde in het leven te zijn, vormen Grieks en Latijn hier de nog ruwe geest". Als eerste rector werd aangesteld Paulus Traudenius uit Woerden. De verbouwing verliep traag, want in 1577 beklaagde deze rector zich over het feit dat hij al vier jaar in Gouda verbleef zonder over een school te beschikken. In 1579 kon daadwerkelijk een begin gemaakt worden met het onderwijs. De familie Traudenius zou gedurende een halve eeuw haar stempel op deze school drukken. Paulus Traudenius werd in 1602 opgevolgd door zijn zoon Dirck, die in 1607 overleed en opgevolgd werd door zijn broer Willem. De derde broer Gerardus Traudenius zou van 1615 tot 1623 het rectoraat vervullen.
Nadat de school in 1850 verhuisde naar de Tiendeweg werd het gebouw bestemd voor de tewerkstelling van bedelaars in Gouda, de werkinrichting tot wering der bedelarij. Gaandeweg kreeg het gebouw tevens een functie als woonruimte voor armlastige ouderen. In 1973 werd het gebouw afgekeurd en gesloten als bejaardentehuis. Aan de Baanstraat verrees in 1976 in opdracht van de stichting Huize Groeneweg een nieuw complex met 144 bejaardenwoningen.
Het gebouw zelf werd in 1982 ingrijpend gerestaureerd. In het gebouw werden appartementen met één- en tweekamerwoningen gerealiseerd. In het gebouw bevindt zich de voormalige regentenkamer met goudleerbehang uit de 18e eeuw. In deze kamer bevindt zich ook een schoorsteenstuk "Diana belaagd door de saters", geschilderd door de in Gouda geboren Haagse schilder Gerrit van den Heuvel. Een uit het gebouw afkomstig schoorsteenstuk geschilderd door Abraham van Strij wordt bewaard in Museum Gouda.